# Якобсен, Герман
Герман Иоганн Генрих Якобсен (нем. Johannes Hermann Heinrich Jacobsen; * 26 января 1898, Гамбург — † 19 августа 1978, Киль) — немецкий ботаник.

## Биография
Работал в ботанических садах в Кельне и Бонн, возглавлял ботанический сад в Кильском университете имени Кристиана Альбрехта с 1929 по 1963 год. Его преемником стал Клаус Хесселбарс (нем. Klaus Hesselbarth). Особой заслугой Якобсена было восстановление в Киле ботанического сада с теплицами, которые претерпели массовые разрушения во время Второй мировой войны. Сферой особого интереса Германа Якобсена были суккулентные растения. Среди прочего, он вместе с Густавом Швантезом (нем. Gustav Schwantes) создали в ботаническом саду Киля одну из крупнейших коллекций растений из семьи Мезембрионтемовых («Mesembryanthemum», сейчас классифицируются как подсемейство семейства Аизооновых («Aizoaceae»)), которая служила основой для многих научных работ.
По словам Швантеза Герман Якобсен «вкладывал в свое дело всю душу и энтузиазм».
Также Якобсена считали талантливым пианистом.

## Признание
Герман Якобсен был членом ряда научных обществ, в том числе Лондонского Линнеевского общества. В 1963 году, по просьбе факультета математики и естественных наук, он получил звание Почетного доктора Кильского университета имени Кристиана Альбрехта.
В честь Германа Якобсена назван род Якобсения («Jacobsenia») из семейства Аизооновых («Aizoaceae»).

## Творчество
Герман Якобсен разработал ряд интересных лекций по ботанике. Также он был известен своими красочными фотографиями растений. Якобсен опубликовал большое количество садоводческих и ботанических книг и статей. Он автор монографии в трех частях о некактусовых суккулентах — «Справочник по суккулентах», автор однотомного труда «Энциклопедия суккулентов», который был издан в Вене в 1970 году, но до сих пор является очень актуальным и ценным.